# 吉田忠一

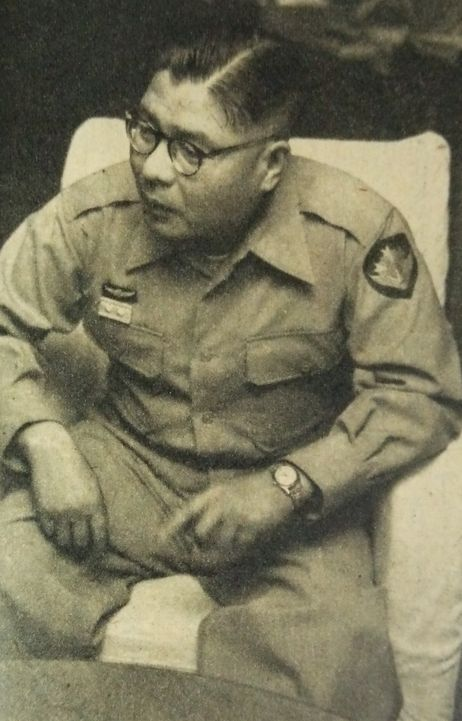
1953年

吉田 忠一（よしだ ちゅういち、1906年（明治39年）3月13日 - 1993年（平成5年）10月22日）は、日本の内務・厚生官僚、実業家。最後の官選鳥取県知事。

## 経歴
兵庫県明石市出身。大阪高等学校を卒業。1928年10月、高等試験行政科試験に合格。1929年、東京帝国大学法学部を卒業。内務省に入省し、石川県属となる。
以後、労働局事務官、島根県書記官・警察部長、厚生省会計課長、同勤労局長などを歴任。
1947年2月、鳥取県知事に就任。昭和22年度当初予算を編成し、知事選挙を執行して、同年4月に退任。その後、埼玉県副知事に就任した。
1950年、警察予備隊に参加し第1管区総監となるが、部下の不祥事の責任を取り辞職。その後、アジア石油常務、共同石油常務を歴任。